# Harstads socken
Harstads socken i Östergötland ingick i Göstrings härad med en mindre del i Lysings härad, införlivades 1892 i Väderstads socken och området är sedan 1971 en del av Mjölby kommun i Östergötlands län, från 2016 inom Väderstads distrikt.
Socknen var på 24,43 kvadratkilometer. En kyrkoruin och en ödekyrkogård återfinns vid Bosgård i västra utkanten av Väderstads samhälle. Sockenkyrka är sedan 1826 Väderstads kyrka i den socknen.

## Administrativ historik
Harstads socken har medeltida ursprung.
Före 1892 ingick socken i två härader för att därefter enbart ingå i Göstrings härad. Till Lysings härad hörde 15 ¼ mantal, nämligen Gunhyttan, Haddestad med utjord, Kolboryd, Lindekullen, Lämminge, Skeby med utjord, Storlyckan, Strömstad, Sållarehem, Torpa med utjord, Tungelunda samt lägenheten Åsby mader. Till Göstrings härad hörde 12 ⅓ mantal.
Vid kommunreformen 1862 övergick socknens ansvar för de kyrkliga frågorna till Harstads församling och för de borgerliga frågorna till Harstads landskommun. Socknen införlivades 1892 i Väderstads socken. Området ligger sedan 1971 i Mjölby kommun. Församlingens område ligger sedan 2006 i Mjölby församling.
1 januari 2016 inrättades distriktet Väderstad, med samma omfattning som Väderstads församling hade 1999/2000, och vari detta sockenområde ingår.
Socknen har tillhört samma fögderier och domsagor som socknens härad.

## Gårdar
- Hemman och gårdar från 1635-1675 i Harstads socken.

| Härad    | Gårdar      | Skatte | Krono        | Kyrko        | Vadstena kloster | Prebende         | Frälse | Arv och egne | Summa            |
| -------- | ----------- | ------ | ------------ | ------------ | ---------------- | ---------------- | ------ | ------------ | ---------------- |
| Göstring | Östad       | 0      | 1            | 1            | 0                | 0                | 0      | 0            | 2                |
| Göstring | Hygnestad   | 0      | 0            | 1            | 1                | 0                | 3      | 0            | 4                |
| Göstring | Harstad     | 0      | 0            | 1            | 0                | 0                | 0      | 0            | 1                |
| Göstring | Karleby     | 0      | 0            | 0            | 1                | 0                | 1      | 0            | 2                |
| Göstring | Bosgård     | 0      | 0            | 0            | 0                | 0                | 1      | 0            | 1                |
| Lysing   | Skeby       | 3      | 0 (1 utjord) | 2            | 0                | 0                | 0      | 0            | 5 (1 utjord)     |
| Lysing   | Haddestad   | 1      | 0 (2 utjord) | 1 (1 utjord) | 1                | 0                | 0      | 0            | 2 (3 utjordar)   |
| Lysing   | Torpa       | 0      | 0 (1 utjord) | 0            | 1                | 0                | 0      | 0            | 1 (1 utjord)     |
| Lysing   | Strömmestad | 0      | 0            | 0            | 0                | 0                | 1      | 0            | 1                |
| Lysing   | Lämminge    | 0      | 0            | 1            | 0                | 0                | 0      | 0            | 1                |
| Lysing   | Tungelunda  | 0      | 0            | 1            | 0                | 1 (1 häradsgata) | 0      | 1            | 3 (1 häradsgata) |
| Lysing   | Storlyckan  | 0      | 0            | 0            | 0                | 0 (1 torpstad)   | 0      | 0            | 0 (1 torpstad)   |

- Hemman och gårdar från 1719 i Harstads socken.

| Gårdar   | Skatte        | Skatte         | Krono | Frälse | Nytt Frälse |   | Summa                |
| -------- | ------------- | -------------- | ----- | ------ | ----------- | - | -------------------- |
| Göstring | Östad         | 0              | 0     | 2      | 0           | 0 | 2                    |
| Göstring | Lilla Harstad | 0              | 0     | 1/2    | 0           | 0 | 1/2                  |
| Göstring | Hygnestad     | 1              | 0     | 2 3/4  | 0           | 0 | 3 3/4                |
| Göstring | Karleby       | 1              | 0     | 1 1/2  | 1           | 0 | 3 1/2                |
| Göstring | Bosgård       | 0              | 0     | 1      | 0           | 0 | 1                    |
| Göstring | Vallsberg     | 1              | 0     | 1/3    | 0           | 0 | 1 1/3                |
| Lysing   | Skeby         | 3              | 1/2   | 1/2    |             |   | 4                    |
| Lysing   | Haddestad     | 1 (3 utjordar) | 1/4   | 2      |             |   | 3 1/4                |
| Lysing   | berg ??       | 1/4            |       |        |             |   | 1/4                  |
| Lysing   | Gunhyltan     |                |       | 1/8    |             |   | 1/8                  |
| Lysing   | Torpa         |                |       | 6/4    |             |   | 3/4                  |
| Lysing   | Storlyckan    |                |       | 1/4    |             |   | 1/4                  |
| Lysing   | Strömmestad   |                |       | 1      |             |   | 1                    |
| Lysing   | Lämminge      |                |       | 2      |             |   | 1                    |
| Lysing   | Tungelunda    |                |       | 3 1/4  |             |   | 3 1/4 (1 häradsvaka) |
| Lysing   | Lindekullen   | 1/2            |       |        |             |   | 1/2                  |

## Befolkningsutveckling
| Befolkningsutvecklingen i Harstads socken 1750–1850                                                      | Befolkningsutvecklingen i Harstads socken 1750–1850 | Befolkningsutvecklingen i Harstads socken 1750–1850 | Befolkningsutvecklingen i Harstads socken 1750–1850 | Befolkningsutvecklingen i Harstads socken 1750–1850 |
| --- | --------------------------------------------------- | --------------------------------------------------- | --------------------------------------------------- | --------------------------------------------------- |
| |                                                     |                                                     |                                                     |                                                     |
| År |                                                     |                                                     | Folkmängd                                           |                                                     |
| 1750 | 1750                                                |                                                     | 537                                                 |                                                     |
| 1760 | 1760                                                |                                                     | 591                                                 |                                                     |
| 1769 | 1769                                                |                                                     | 563                                                 |                                                     |
| 1780 | 1780                                                |                                                     | 567                                                 |                                                     |
| 1790 | 1790                                                |                                                     | 573                                                 |                                                     |
| 1800 | 1800                                                |                                                     | 559                                                 |                                                     |
| 1810 | 1810                                                |                                                     | 602                                                 |                                                     |
| 1820 | 1820                                                |                                                     | 545                                                 |                                                     |
| 1830 | 1830                                                |                                                     | 629                                                 |                                                     |
| 1840 | 1840                                                |                                                     | 664                                                 |                                                     |
| 1850 | 1850                                                |                                                     | 637                                                 |                                                     |
| Anm: Källor: Umeå universitet - Tabellverket 1749-1859, Demografiska databasen, CEDAR, Umeå universitet. |                                                     |                                                     |                                                     |                                                     |